# Archidiocèse de Kaifeng

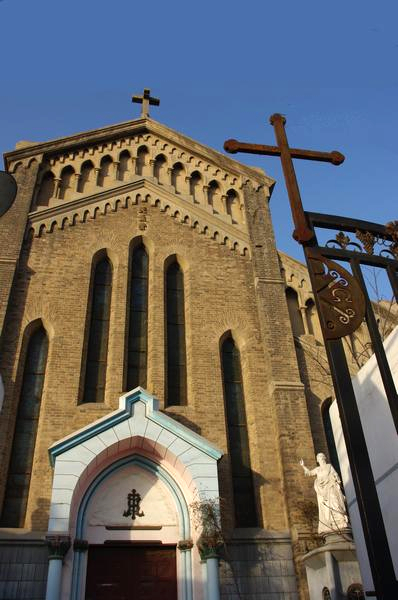
Entrée de la cathédrale de Kaifeng

L'archidiocèse de Kaifeng (Archidioecesis Chaefomensis) est un siège métropolitain de l'Église catholique en République populaire de Chine. En 1950, il comptait 18.487 baptisés pour 4.500.000 habitants. Le siège est juridiquement vacant.

## Territoire
L'archidiocèse comprend une partie de la province du Henan.
Le siège archiépiscopal est la ville de Kaifeng, où se trouve la cathédrale du Sacré-Cœur.

## Histoire
Le vicariat apostolique du Honan oriental est érigé le 21 septembre 1916 par le bref apostolique Summa afficimur laetitia de Benoît XV, recevant son territoire du vicariat apostolique du Honan méridional (aujourd'hui diocèse de Nanyang).
Le 3 décembre 1924, il assume le nom de vicariat apostolique de Kaifengfu.
Le 15 décembre 1927 et le 19 juin 1928, il cède des portions de territoire à l'avantage respectivement de la préfecture apostolique de Sinyangchow (ou Xinyangzhou) (aujourd'hui diocèse de Xinyang) et de la préfecture apostolique de Kweiteh (ou Gouidé) (aujourd'hui diocèse de Shangqiu). Un prieuré bénédictin (rattaché à l'abbaye Saint-Procope dans l'Illinois) est fondé en 1934 à Kaifeng par des moines américains, ainsi qu'un couvent de bénédictines américaines qui suscitent tous les deux des vocations locales.
Le 11 avril 1946, il est élevé au statut d'archidiocèse par la bulle Quotidie Nos de Pie XII.
Le 31 août 1989, le prêtre Jean-Baptiste Liang Xisheng a été consacré évêque « clandestin », c'est-à-dire reconnu par Rome, mais pas par les autorités communistes; il meurt le 23 septembre 2007 et Mgr Gao Hongxiao, évêque auxiliaire consacré en 2005, lui succède.
L'évêque « officiel » - c'est-à-dire nommé par les autorités communistes - He Chunming meurt en 1986 et Stanislas Han Daoyi lui succède le 23 septembre 1993; il meurt le 27 octobre 2000.

## Ordinaires

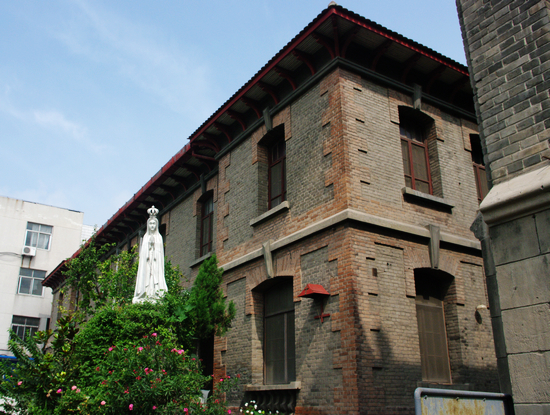
Archevêché

- Noè Giuseppe Tacconi, P.I.M.E. † (20 novembre 1916 - 26 septembre 1942)
  - Mgr Antonio Barosi, P.I.M.E. (adm. apost. 1940 - 19.11.1941)
  - Père Luigi Nogara, P.I.M.E. (adm. apost., 02.07.1942 - 1946)
- Gaetano Pollio, P.I.M.E. † (12 décembre 1946 - 8 septembre 1960 nommé archevêque d'Otrante)
  - Sede vacante
  - He Chunming † (24 janvier 1962 consacré - 12 novembre 1986) (non reconnu par Rome)
  -  Stanislas Han Daoyi † (23 septembre 1993 - 27 octobre 2000) (non reconnu par Rome)
  - Jean-Baptiste Liang Xisheng † (31 août 1989 - 23 septembre 2007) (non reconnu par les autorités communistes)
  - Joseph Gao Hongxiao † (1er janvier 2005-20 décembre 2022) (non reconnu par les autorités communistes)

## Diocèses suffragants
- Diocèse de Jixian,
- Diocèse de Luoyang,
- Diocèse de Nanyang,
- Diocèse de Shangqiu,
- Diocèse de Xinyang,
- Diocèse de Zhengzhou,
- Diocèse de Zhumadian.

## Statistiques
L'archidiocèse à la fin de l'année 1950 comptait 18 487 baptisés pour 4.500.000 habitants (0,4 %).